# CyberLink
CyberLink (Borsa di Taiwan: 5203 ) è un'azienda di software per l'intrattenimento digitale e prodotti multimediali. I ricavi totali di CyberLink al 2008 sono stati di 140 milioni di US$, con una capitalizzazione di mercato pari a 420 milioni di US$. Il quartier generale di CyberLink si trova a Taipei, Taiwan con filiali locali a Fremont, USA; Tokyo, Giappone; e nei Paesi Bassi. L'azienda è stata fondata nel 1996.
Tra i prodotti di spicco CyberLink vi sono PowerDVD, PowerDirector (software di Non linear video editing), PowerCinema (Media center software), CyberLink Media Suite (una collezione completa di software multimediali), PowerProducer (software per DVD authoring), CyberLink MediaShow (gestione e visualizzazione di immagini)  e Power2Go (software di masterizzazione per dischi DVD e Blu-ray).
Spesso il software PowerCinema si trova in bundle con portatili HP (HP QuickPlay), Acer (Acer Arcade) e Dell (Dell MediaDirect). Versioni di CyberLink DVD Suite, PowerDVD e Power2Go sono incluse nei PC Samsung e Gateway.

## Categorie Prodotti
- Software per DVD authoring e dischi ottici DVD/Blu-ray
- Software riproduzione DVD/Blu-ray
- Software di Non linear video editing
- Software per la casa digitale
- Software di masterizzazione dischi e dati

## Prodotti
- PowerDVD
- PowerCinema
- PhotoDirector
- Media Suite
- Director Suite
- PowerDirector
- PowerProducer
- MediaEspresso
- MediaShow
- Creative Packs
- YouCam
- Power2Go
- PowerBackup
- PowerRecover
- PowerDVD Copy
- LabelPrint
- InstantBurn
- PowerDVD Remote
- MediaStory
- YouMemo
- YouPaint
- SoftDMA
- Media Server
- MakeDisc
- Infrared Remote Control
- PowerDVD SE for Windows Vista
- PowerDVD SE for Windows XP
- PowerPack for Windows XP
- StreamAuthor